# Сидиропулос, Анастасиос
Анастасиос Сидиропулос (греч. Αναστάσιος Σιδηρόπουλος; род. 9 августа 1979, Греция) — греческий футбольный судья. Судья ФИФА с 2011 по 2024 годы.

## Карьера
Сидиропулос работает на матчах греческой футбольной Суперлиги с сезона 2009/10 годов.
В 2011 году был включен в список судей ФИФА с 2011 года, с этого периода работал на международных футбольных матчах. В сезоне 2013/14 годов Сидиропулос впервые отработал на матчах Лиги Европы УЕФА, а в сезоне 2014/15 годов судил матчи Лиги чемпионов УЕФА. Постоянно работал на поединках Лиги наций УЕФА, отборочных матчах чемпионата Европы к Евро-2016 и ЕВРО-2021, в отборочных матчах чемпионата Европы к чемпионату мира 2014 года в Бразилии, чемпионату мира 2018 года в России и чемпионату мира 2022 года в Катаре, а также в товарищеских встречах.
В 2013 году на чемпионате Европы среди футболистов до 17 лет в Словакии Сидиропулос судил два матча группового этапа, а также финал между Италией и Россией (0:0, 4:5 пен.). Также отработал два групповых матча и полуфинал между Португалией и Германией на чемпионате Европы 2015 года среди футболистов до 21 года. На чемпионате мира среди игроков до 20 лет в 2017 году в Южной Корее работал в качестве видеоассистента. Также судил два групповых матча чемпионата мира среди юношей до 17 лет в 2017 году в Индии.
Отработал на международном товарищеском матче между сборной Германии и Украиной, весь свой судейский гонорар пожертвовал Украине.